# Jasen (Czarnogóra)
Jasen (cyr. Јасен) – wieś w Czarnogórze, w gminie Pljevlja. W 2011 roku liczyła 14 mieszkańców.